# Gardien du sceau privé du Japon
Le Gardien du sceau privé du Japon (内大臣, Naidaijin) était un fonctionnaire important du gouvernement de l'empire du Japon. Il était responsable de la garde du sceau privé du Japon et des armoiries du Japon.
La fonction du Gardien du sceau privé n'avait rien à voir avec l'ancien Naidaijin à part le nom.
Le poste de Nadaijin (littéralement « ministre de l'intérieur ») était un titre datant du code de Taihō de 701. Fujiwara no Kamatari fut la première personne affectée à cette fonction en 669. Après la nomination de Fujiwara no Michitaka en 989, le poste est devenu permanent, se rangeant juste au-dessous de celui d'Udaijin (ministre de la droite) et de Sadaijin (ministre de la gauche).

## Fonction indépendante
La fonction moderne a été établie en 1885, après que le gouvernement de Meiji a établi le cabinet ; cependant, le Gardien du sceau privé ne faisait pas partie du cabinet, il agissait en tant que conseiller direct et personnel de l'empereur. Il était également responsable de l'administration des documents impériaux tels que les rescrits et les édits. Les pétitions adressées à l'empereur et à la Cour étaient traitées par le Gardien, ainsi que les réponses.

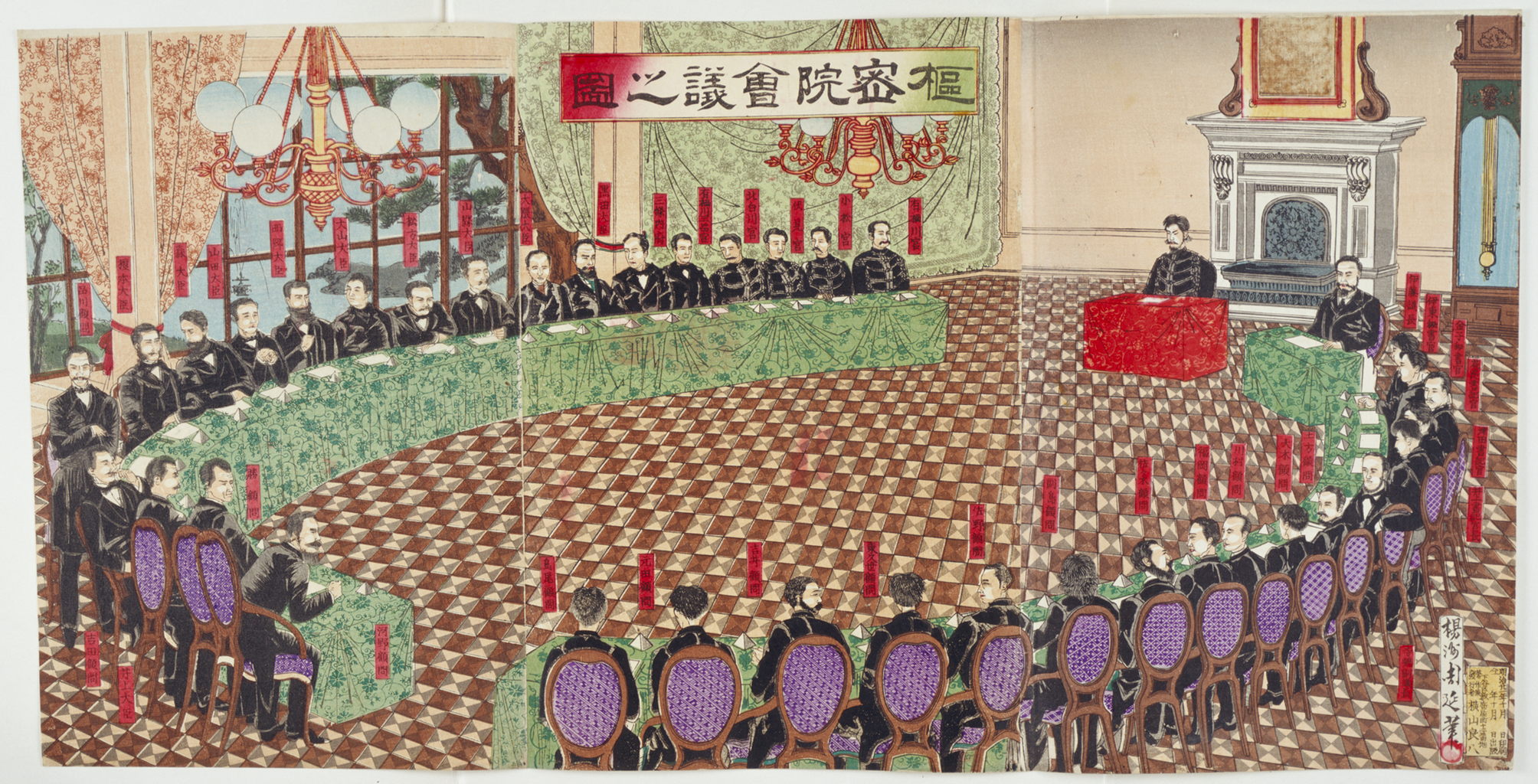
L'empereur et le Conseil Privé, qui fut créé séparément et trois ans "après" la fonction de Gardien du sceau privé. Peinture sur bois Ukiyo-e de Chikanobu Toyohara, 1888

Quand le Conseil privé fut créé en 1888, le sceau privé a conservé son rôle consultatif indépendant. Le terme « privé » dans le Conseil privé et le sceau privé révèle une relation directe de confiance.
En 1907, le poste a été élargi pour devenir le Naidaijin-fu avec un secrétaire en chef, trois secrétaires et six assistants afin de gérer la charge de travail accrue par la création de la fonction du genrō.

## Période Shōwa
Après l'intronisation de l'empereur Shōwa en 1925, le poste et la position du Gardien du sceau privé sont devenus de plus en plus importants, aux dépens du cabinet du premier ministre. Les querelles politiques au sein de la diète du Japon ont également accru la puissance du Gardien du sceau privé. Celui-ci contrôlait strictement l'accès aux audiences avec l'empereur, ainsi que le flux d'information. L'avant-dernier Gardien, le marquis Kōichi Kido était bien plus puissant que le premier ministre.
Après la Seconde Guerre mondiale, la fonction de Gardien a été officiellement supprimée le 24 novembre 1945. Cependant, la fonction en elle-même a été supprimée avec la promulgation de la nouvelle constitution en novembre 1946. Ainsi, l'ancien grand chambellan Hisanori Fujita fut le dernier Gardien.
Aujourd'hui, le sceau et les armoiries sont gardés par le chambellan du Japon.

## Liste des Gardiens du sceau privé
| Nom                 | Mandat                             |
| ------------------- | ---------------------------------- |
| Sanjō Sanetomi      | 22 décembre 1885 – 18 février 1891 |
| Tokudaiji Sanetsune | 21 février 1891 – 12 août 1912     |
| Katsura Tarō        | 21 août 1912 – 21 décembre 1912    |
| Fushimi Sadanaru    | 21 décembre 1912 – 13 janvier 1915 |
| Ōyama Iwao          | 23 avril 1915 – 10 décembre 1916   |
| Matsukata Masayoshi | 2 mai 1917 – 18 septembre 1922     |
| Hirata Tosuke       | 19 septembre 1922 – 30 mai 1925    |
| Hamao Arata         | 30 mars 1925 – 30 mars 1925        |
| Makino Nobuaki      | 30 mars 1925 – 26 février 1935     |
| Saitō Makoto        | 26 février 1935 – 26 février 1936  |
| Ichiki Kitokurō     | 6 mars 1936-6 mars 1936            |
| Kurahei Yuasa       | 6 mars 1936 – 1er juin 1940        |
| Kōichi Kido         | 1er juin 1940 – 24 novembre 1945   |
| Hisanori Fujita     | 25 novembre 1945-2 novembre 1946   |

## Source de la traduction
- (en) Cet article est partiellement ou en totalité issu de l’article de Wikipédia en anglais intitulé « Lord Keeper of the Privy Seal of Japan » (voir la liste des auteurs).